# Liste der Kulturgüter in Novazzano
Die Liste der Kulturgüter in Novazzano enthält alle Objekte in der Gemeinde Novazzano im Kanton Tessin, die gemäss der Haager Konvention zum Schutz von Kulturgut bei bewaffneten Konflikten, dem Bundesgesetz vom 20. Juni 2014 über den Schutz der Kulturgüter bei bewaffneten Konflikten sowie der Verordnung vom 29. Oktober 2014 über den Schutz der Kulturgüter bei bewaffneten Konflikten unter Schutz stehen.
Objekte der Kategorie A sind im Gemeindegebiet nicht ausgewiesen, Objekte der Kategorie B sind vollständig in der Liste enthalten, Objekte der Kategorie C fehlen zurzeit (Stand: 1. Januar 2023).

## Kulturgüter
| Foto | | Objekt | Kat. | Typ | Standort                           | Beschreibung                              |
| ---- | --- | --- | ---- | --- | ---------------------------------- | ----------------------------------------- |
| ja   | Datei hochladen · Wikidata zu Pfarrkirche Santi Quirico e Giulitta und Oratorium der Annunziata (Q3668411) | Pfarrkirche Santi Quirico e Giulitta und Oratorium der Annunziata / Chiesa parrochiale Santi Quirico e Giulitta e Oratorio dell’Annunziata KGS-Nr.: 05647 | B    | G   | Via Giuseppe Motta 719855 / 77821  |                                           |
| BW   | Datei hochladen · Wikidata zu Oratorium Santissima Trinità (Q3884592)                                      | Oratorium Santissima Trinità / Oratorio della Santissima Trinità KGS-Nr.: 05648                                                                           | B    | G   | Via Castel di Sotto 720674 / 78123 |                                           |
| ja   | Datei hochladen · Wikidata zu Oratorium Beata Vergine (Q3884491)                                           | Oratorium Beata Vergine / Oratorio della Beata Vergine KGS-Nr.: 05649                                                                                     | B    | G   | Via Boscherina 718919 / 78448      |                                           |
| ja   | Datei hochladen · Wikidata zu Wohnanlage Fercasa (Q29884575)                                               | Wohnanlage Fercasa / Complesso residenziale Fercasa KGS-Nr.: 12002                                                                                        | B    | G   | Via Torraccia 9 720667 / 77933     | Architekten: Alberto Finzi, Paolo Zürcher |
| BW   | Datei hochladen · Wikidata zu Castel di Sotto, mittelalterliche Burgruine (Q29884588)                      | Castel di Sotto, mittelalterliche Burgruine / Castel di Sotto, ruderi del castello medievale KGS-Nr.: 12030                                               | B    | F   | Via Castel di Sotto 720694 / 78137 |                                           |